# Chick Reiser
Joseph Francis Reiser, detto Chick (New York, 17 dicembre 1914 – Destin, 29 luglio 1996), è stato un cestista e allenatore di pallacanestro statunitense, professionista nella ABL, nella NBL, nella BAA e nella NBA.

## Carriera
Venne selezionato dai Baltimore Bullets nel Draft BAA 1947.

## Palmarès
- Campione ABL (1942)
- 2 volte campione NBL (1944, 1945)
- Campione BAA (1948)